# Riverside et Avondale
Riverside et Avondale sont deux quartiers historique de la ville de Jacksonville en Floride, situés en bordure du fleuve Saint Johns.